# Ginderbuiten
Ginderbuiten is een van de twaalf gehuchten van de Belgische gemeente Mol. Het gehucht telt 3950 inwoners (2024) en ligt ten noordoosten van het Mol-Centrum.
Ginderbuiten is vooral bekend van de jaarlijkse lichtstoet die er elke derde zaterdag van september plaatsvindt. Dit is een optocht van met meer dan 100.000 gloeilampjes versierde wagens die door middel van mankracht worden voortgeduwd. De tocht vindt uiteraard plaats na het invallen van de duister.

## Geschiedenis
Ginderbuiten was een van de zes oude gehuchten van Mol. Aanvankelijk ontwikkelde het gehucht zich rond twee driehoekige pleinen. Er werd in het gehucht al vrij vroeg een kapel gebouwd, die afhankelijk was van de centrumkerk. Ginderbuiten ontwikkelde zich langs de weg naar Lommel. De lintbebouwing langs deze weg zorgde ervoor dat Ginderbuiten al vanaf het einde van de 18e eeuw stilaan zou vergroeien met het centrum.
Het uitgestrekte Ginderbuiten verloor een groot deel van zijn grondgebied aan de in 1889 opgerichte parochies Sluis (in het noorden) en Rauw (in het oosten) die zich sneller ontwikkelden dan Ginderbuiten dankzij de inplanting van verscheidene industrieën in de buurt van deze kernen. De ontwikkeling van Ginderbuiten volgde pas later. De eerste sociale wijk werd hier gebouwd in 1922. Het gehucht zou pas een zelfstandige parochie worden in 1961.
Vanaf de jaren tachtig kwamen er verscheidene woongebieden bij met nieuwe woningen zodat de bevolking snel toenam maar sinds het midden van de jaren negentig stagneert het bevolkingsaantal. Dit is deels te wijten aan de aanleg van de zuidelijke ringweg rond Mol waardoor Ginderbuiten zich niet meer verder kan ontwikkelen in zuidoostelijke richting.

## Bezienswaardigheden

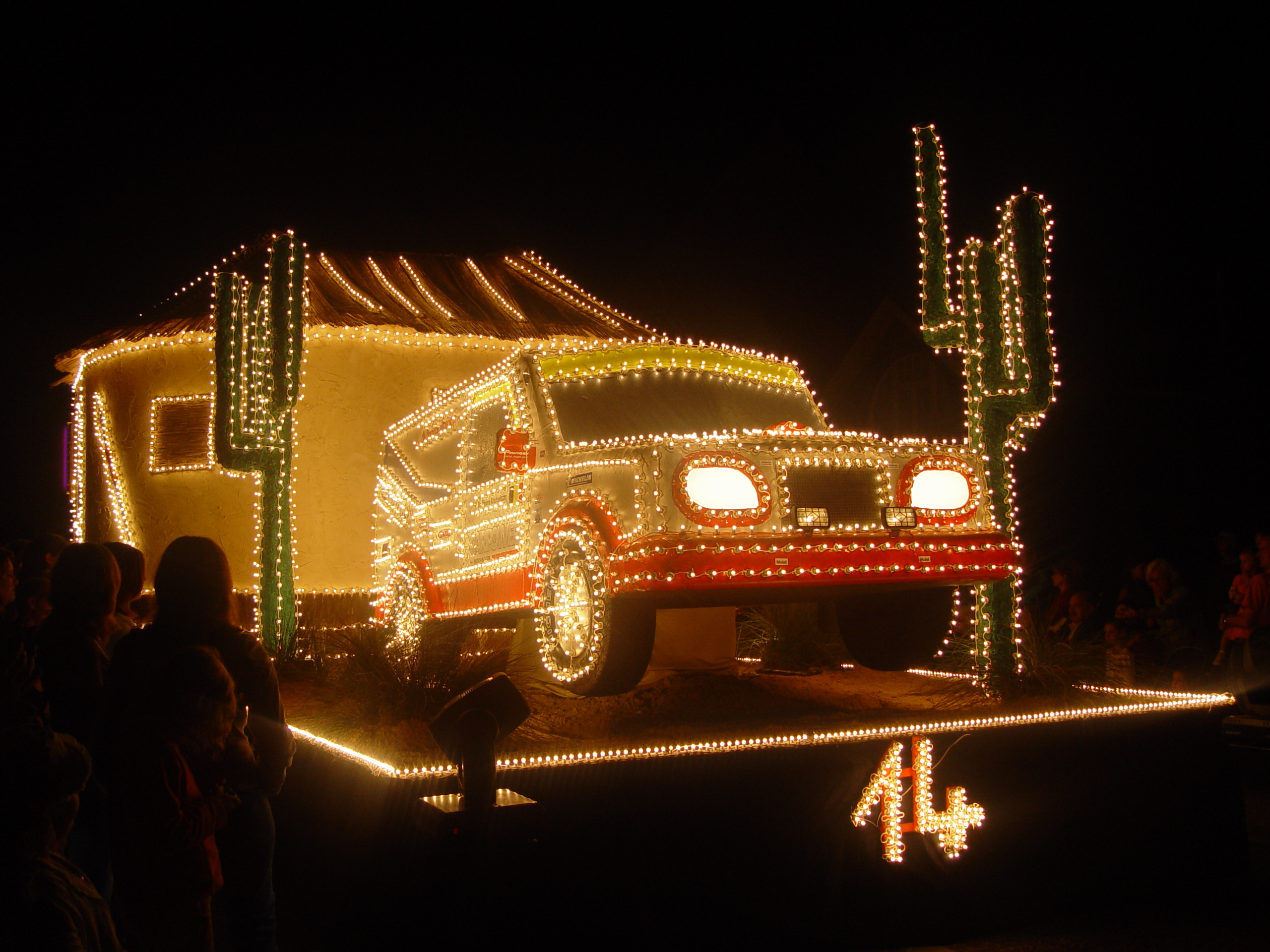
Een lichtstoetwagen op de lichtstoet 2006

- De Sint-Jozef Ambachtsmankerk uit 1967
- Tuinwijk Toemaathoek uit 1922

## Cultuur
- De jaarlijkse lichtstoet
- De jaarlijkse Halloween-happening waarbij alle inwoners hun huizen versieren
- Halloweentocht
- Halloweengroep

## Afbeeldingen

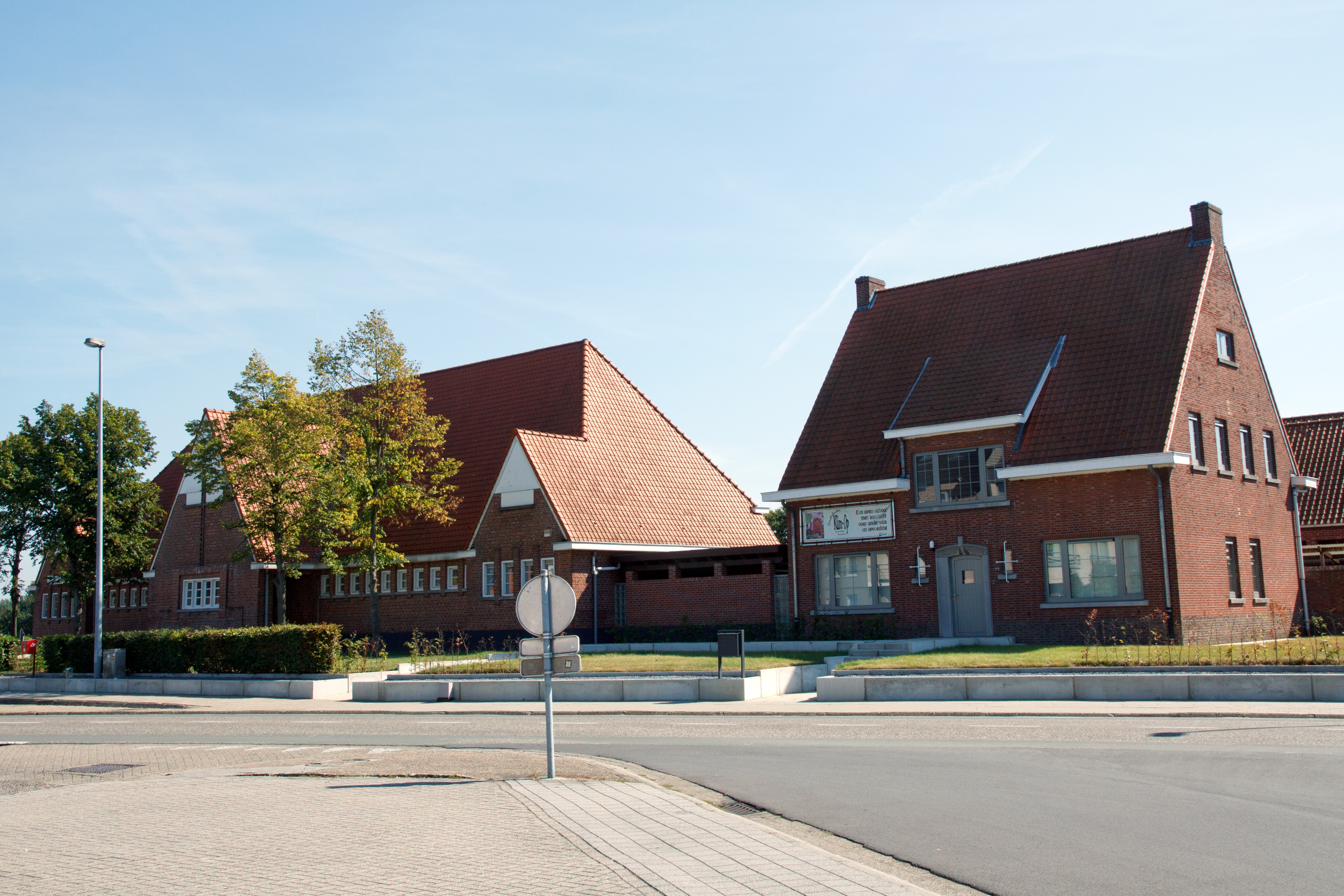
Gemeenteschool
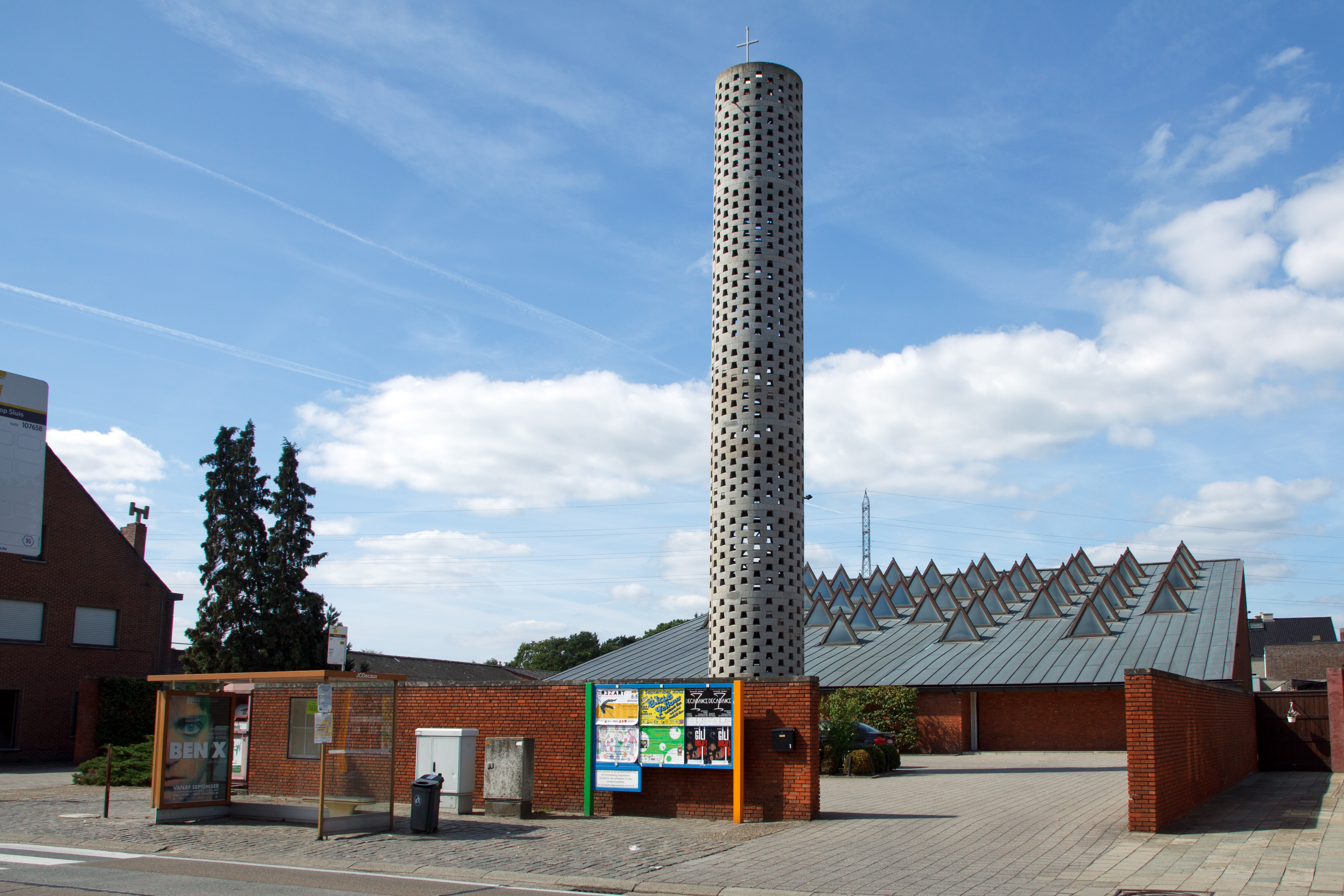
Sint-Jozef Ambachtsmankerk

## Nabijgelegen kernen
Mol-Centrum, Gompel, Sluis